# Вечорниці духмяні
Вечорниці духмяні, нічна фіалка (Hesperis matronalis) — вид рослин з родини капустяних (Brassicaceae), батьківщиною якого є південна Європа, Туреччина та Вірменія.

## Опис

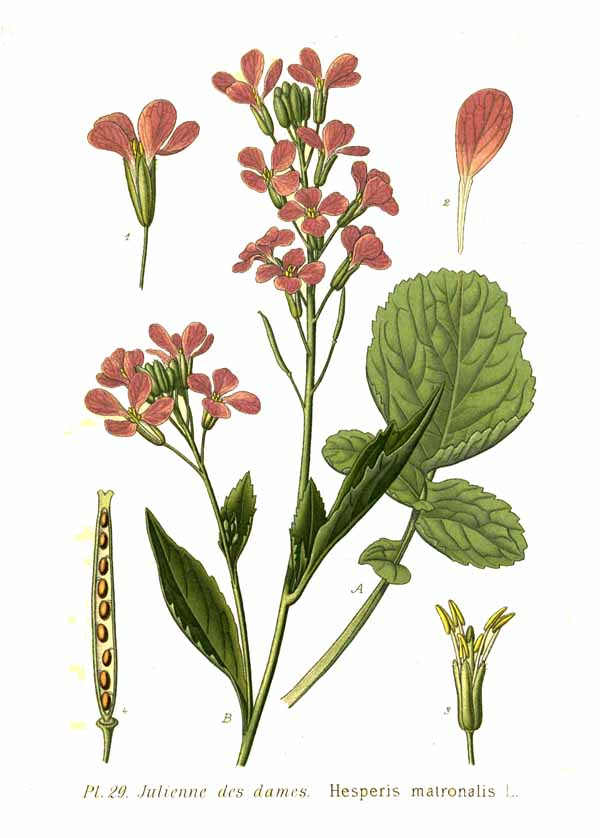
ілюстрація

Дворічна рослина 50–120 см заввишки. Рослини вкриті довгими і більш короткими простими волосками, на квітконіжці — короткими гіллястими волосками без залізистих, іноді голі. Верхні листки до основи б.-м. поступово звужені в дуже короткий черешок, ланцетно-яйцеподібні або ланцетні. 2n = 24.

## Поширення
Батьківщиною є південна Європа, Туреччина та Вірменія; натуралізований у США, Канаді, Аргентині, Чилі, Новій Зеландії, багатьох країнах Європи, середній Азії, Сіньцзяні; також культивується.
В Україні вид зростає у лісах, серед чагарників, на луках до верхнього пояса гір, дико в Карпатах; крім того, часто розводять у садах і дичавіє.